# Iglesia de Santa Catalina Mártir (Pavías)
La iglesia parroquial de Santa Catalina Mártir de Pavías, en la comarca del Alto Palancia,  provincia de Castellón, España, es una iglesia  catalogada como Bien de Relevancia Local, con código identificativo: 12.07.088-001, según datos de la Dirección General de Patrimonio Artístico de la Generalidad Valenciana.
Situada en el casco urbano de la población, en la plaza de la Iglesia, pertenece administrativamente al arciprestazgo número dos, llamado de San Antonio Abad, con centro en el municipio de Jérica.

## Descripción
Puede considerarse esta iglesia perteneciente a los estilos arquitectónicos, barroco y neoclásico.
Se trata de un pequeño edificio situado en un terraplén, lo cual hace que parte de su estructura se presente a diferente nivel del resto, en concreto, el muro del lado del evangelio. Externamente presenta una fachada asimétrica, acabada en una pequeña espadaña, con una única campana. La puerta de acceso está adintelada y se sitúa en el lado del evangelio, presentando una inscripción que dice: “año 1787 Carlos III Rex”. Lo que nos permitiría aventurar la fecha de construcción en el siglo XVIII.  La fábrica es de mampostería y esquinas reforzadas con sillar. Presenta campanario, no exento, iniciado en un lateral del edificio, todo él de sillares. Consta de dos cuerpos y remate en templete con cubierta piramidal de taja cerámica. En el primer cuerpo presenta ventanas y un reloj, mientras que el segundo está destinado a las campanas, abriéndose vanos en cada uno de sus lados para las mismas.
Respecto a su interior, el templo presenta planta de nave única, de forma rectangular, con cuatro crujías. La cubierta es de madera apoyándose en arcos diafragma.